# San Manuel (Cortés)
San Manuel es un municipio del departamento de Cortés en la República de Honduras.

## Toponimia
Tehuma significa "Agua de los Magueyes divinos". Su nombre actual es en honor a Emanuel, que significa "Dios con Nosotros".

## Límites
San Manuel está situado en la parte oriental del Departamento de Cortés, lo irriga el Río Ulúa y Río Chamelecón, comprende un terreno bastante irregular,  70% de la superficie del municipio es inundable. El casco urbano se encuentra ubicado sobre Lomas suaves no inundables.
| Orientación | Límite                              |
| ----------- | ----------------------------------- |
| Norte       | Municipio de San Pedro Sula, Cortés |
| Sur         | Municipio de Pimienta, Cortés       |
| Este        | Municipio de El Progreso, Yoro      |
| Oeste       | Municipio de Villanueva, Cortés     |

Extensión Territorial: 141.4 km².

## Geografía
| Accidente | Nombre         |
| --------- | -------------- |
| Cerro     | El Caliche     |
| Cerro     | La Tabla       |
| Cerro     | El Encanto     |
| Cerro     | La Lima        |
| Lomas     | Del Zate       |
| Lomas     | Miguel Crispín |
| Lomas     | Cascabel       |
| Lomas     | Las Lomas      |

Se estima que 70 % del territorio del municipio es inundable por los ríos Ulúa (sector norte, sur y este) y Chamelecón (norte y oeste). Las aldeas El Plan y La Sabana son las menos inundables, así como la parte alta de la cabecera municipal, en donde solamente las zonas agrícolas son inundables.

## Historia

### Fundación
San Manuel es uno de los pueblos más antiguos del Departamento de Cortés antes se llamaba Ulúa o Tehuma y formó parte de una de los repartimientos que hizo Don Pedro de Alvarado en 1536.
En el recuento de población de 1901 figurado como cabecera del Curato perteneciendo al Partido de Tencoa habiendo sido fundada su cabecera en el lugar llamado Campín (hoy aldea) lugar del cual se emigró hacia las áreas de mayor altura para evitar las frecuentes inundaciones, sobre todo las causadas por el Río Ulúa, el más caudaloso de Honduras. La actual cabecera está situada a 33 m s. n. m. (metros sobre el nivel del mar). 
En 1859, se le dio la categoría de Municipio al crearse el Departamento de Cortés el 4 de julio de 1893.
En 1895 se le cambió el nombre por el de San Manuel. San Manuel consta de trece (13) Calles y catorce (14) Avenidas. El Río Ulúa es el principal  afluente que cruza cercano al municipio, también lo bordea el Río Chamelecón en su lado oeste. 
Con una población de 2800 entre españoles, mestizos e indios, el pueblo de Tehuma, que en lengua lenca significa “Aguas de los Maguelles Divinos”, fue fundado 46 años antes de San Pedro Sula. 
Ya que en 1582 reza la monografía “Era Gobernador de la Provincia de Honduras don Alonso de Contreras Guevara” y el describe las poblaciones de la jurisdicción de San Pedro Sula, mencionando los pueblos de: Llamatepec, Chinda, Talpetate, Petoa, Espolongal, Santiago, Tehuma, Trinixol, Ticamaya, Quelequele, Ibombo, Sucumba, Chapoa, Aislade Vtulio, Xocon, Teconalistagua, Chalmecas, Zumonga, Xlegua, Alao, Mopala, Caluda, Yoroc y Ximia muchos de estos pueblos en la márgenes del río Ulúa.
Sin embargo, el presbítero Licenciado Antonio Vallejo en su primer anuario estadístico de 1889 menciona que fue hasta el año 1859 cuando se le otorga el título de Municipio, siendo Presidente de la República el General José Santos Guardiola, la primera corporación municipal; según Vallejo, estuvo integrada por los señores Lázaro Crúz y Santiago Pineda como alcalde y vicealcalde respectivamente; los señores Concepción Caballero e Hilario Montoya como regidores uno, dos y Ramón Leiva como sindico municipal.
A partir de su fundación Tehuma continuó perteneciendo al partido de Tencoa como la mayoría de los pueblos de los departamentos. Fue hasta el 4 de julio de 1893 cuando el General Domingo Vásquez creó el departamento de Cortés, que definitivamente pasó a ser parte de este. Dos años más tarde en 1895, se le cambiaria el nombre de Tehuma por el de San Manuel, Cortés.

### Primeros pobladores
Se cree que la fundación actual de los municipios en el sector obedece a la emigración de sus primeros habitantes en virtud de las constantes inundaciones de río Ulúa. Sin embargo, el antiguo pueblo de Tiuma o Tehuma, según la monografía de San Manuel, Antigua Tehuma, recopilados por los profesores Perfecto H. Bobadilla y Florencio Reyes en el documento “Monografía del Departamento de Cortés”, tenía su asiento al noreste de la población llamada “Campin”  en los terrenos que un tiempo pertenecieron a Don Toribio Coello, su censo más antiguo data desde 1791 y según el mismo, “estaba habitado por 5 familias españolas, ladinas y 14 indios” las cuales pagaban tributo. Tehuma pertenecía al Partido Tencoa y posteriormente al departamento de Santa Bárbara, básicamente a la subdelegación de Chinda, como Curato, número 22. 

### Datos históricos
En la actualidad existen diferentes versiones de la fundación del municipio de San Manuel, Cortés, que mezcladas con la leyenda y la fantasía de la tradición oral de su población, no dejan de reflejar cierta coincidencia científica con los hechos históricos.
Según esta tradición el descubrimiento de piezas precolombinas en algunos lugares del territorio municipal eran parte de enorme tesoro arrojado al río y sus alrededores durante la conquista, el recrudecimiento de la guerra de ocupación desatada por los conquistadores, obligó a los indígenas a emigrar hacia sitios más seguros, abandonando sus riquezas, cosechas y otras pertenencias; en dice que toda la vega del río Ulúa desde pimienta hacia Cruz de Valencia que era una especie de corredor habitado por varios grupos indígenas los cuales se dedicaban a la agricultura y la pesca. 
Otra teoría científica asegura que dichos indígenas habían alcanzado un grado de cultura sumamente avanzado en el campo de la alfarería, a lo largo del tiempo se han encontrado bajo tierra, vestigios de objetos fabricados con barro, piedra y jaspe, entre ellos utensilios de cocina, figuras de animales, juguetes, silbatos y otros. Dichos objetos han sido localizados en lugares como: Travesía, Campo El Coowle LA, Palenque paya de los muertos, asimismo y en menor escala La Colonia Pineda, La Libertad y El Cerro El Zate. De acuerdo a los historiadores Dr. Rodolfo Pasto Fasquelle y Teresita de Pastor, más del 60 % de las piezas arqueológicas del Museo de Antropología e Historia de San Pedro Sula provienen de San Manuel, de varios sitios arqueológicos, que usualmente fueron destruidos por tractores agrícolas o saqueados para comercio ilegal cuando fueron descubiertos. 
Posteriormente en 1801 continua la fuente “el Gobernador Intendente y Comandante General” de la provincia de Honduras, Coronel don Ramón de Anguiano, levantó un censo general de los pueblos de su jurisdicción al mencionar este literalmente dijo: “a la subdelegación de San Pedro Sula pertenecen: San Pedro sula, San José, Quimistán, Chinda, Tehuma, Talpetate, Santiago, Candelaria, San Francisco, La Libertad, La Trinidad, San Marcos, Macuelizo, Ticamaya y Petoa. ”

## Población
| Año  | Hombres | Mujeres | TOTAL |
| ---- | ------- | ------- | ----- |
| 1901 | 389     | 376     | 765   |
| 1905 | 276     | 317     | 593   |
| 1910 | 391     | 372     | 763   |
| 1916 | 492     | 445     | 937   |
| 1926 | 681     | 491     | 1172  |
| 1930 | 1584    | 932     | 2516  |
| 1935 | 1832    | 1197    | 3029  |
| 1940 | 2273    | 1432    | 3705  |
| 1945 | 2781    | 1941    | 4722  |
| 1950 | 4165    | 3143    | 7308  |
| 1961 | 3734    | 3353    | 7087  |
| 1974 | 4408    | 4353    | 8761  |
| 1988 | 8250    | 8237    | 16487 |
| 2001 | 14881   | 15859   | 30740 |
| 2013 | 25431   | 27652   | 53083 |

- Números de Viviendas del Municipio: 10,344
- Números de Viviendas del Casco Urbano: 1,831
- Números de Viviendas de Aldeas: 6,370
- Números de Viviendas de Lotificaciones: 2,638

### Crecimiento demográfico
A principio del siglo XX el municipio de San Manuel contaba apenas con una población de 552 habitantes, de los cuales 350 se encontraban en el casco o cabecera municipal y 202 en las aldeas, fincas o haciendas. Para en 1926 la población se duplica y emprende una etapa de crecimientos sostenidos. Es así como, según el censo de 30 de junio de 1940 la población alcanza la cifra de 3,705 habitantes; 2,273 hombres y 1,432 mujeres distribuidos así 603 para la cabecera municipal y 3,092 para el área rural.
En el 2002 la población alcanza una cifra aproximada de 50,000 habitantes; y en el 2008 se llegó a una cantidad de 59,828 habitantes, según datos históricos en el año 2008 deberían ser 70,000 habitantes, ya que existe mucha emigración.

## Educación
- Jardín, escuela y colegio privado Emanuel
- Escuela pública Centroamérica
- Jardín, escuela y colegio católico de Nuestra Señora de Suyapa
- Jardín, escuela e instituto Bethel
- Instituto Oficial Tehuma
- CEB Ramón Martínez Alfaro
- Escuela Rogelio Moya
- Escuela José Cecilio del Valle
- CEB La Democracia

## Economía